# دبوچیتسا
دبوچیتسا (به بلغاری: Debochitsa) یک منطقهٔ مسکونی در بلغارستان است که در شهرستان بلاگووگراد واقع شده‌است. دبوچیتسا ۱۴٬۹۵۵ کیلومتر مربع مساحت و ۲۶ نفر جمعیت دارد و ۱٬۰۶۷ متر بالاتر از سطح دریا واقع شده‌است.